# Christian Zacharias

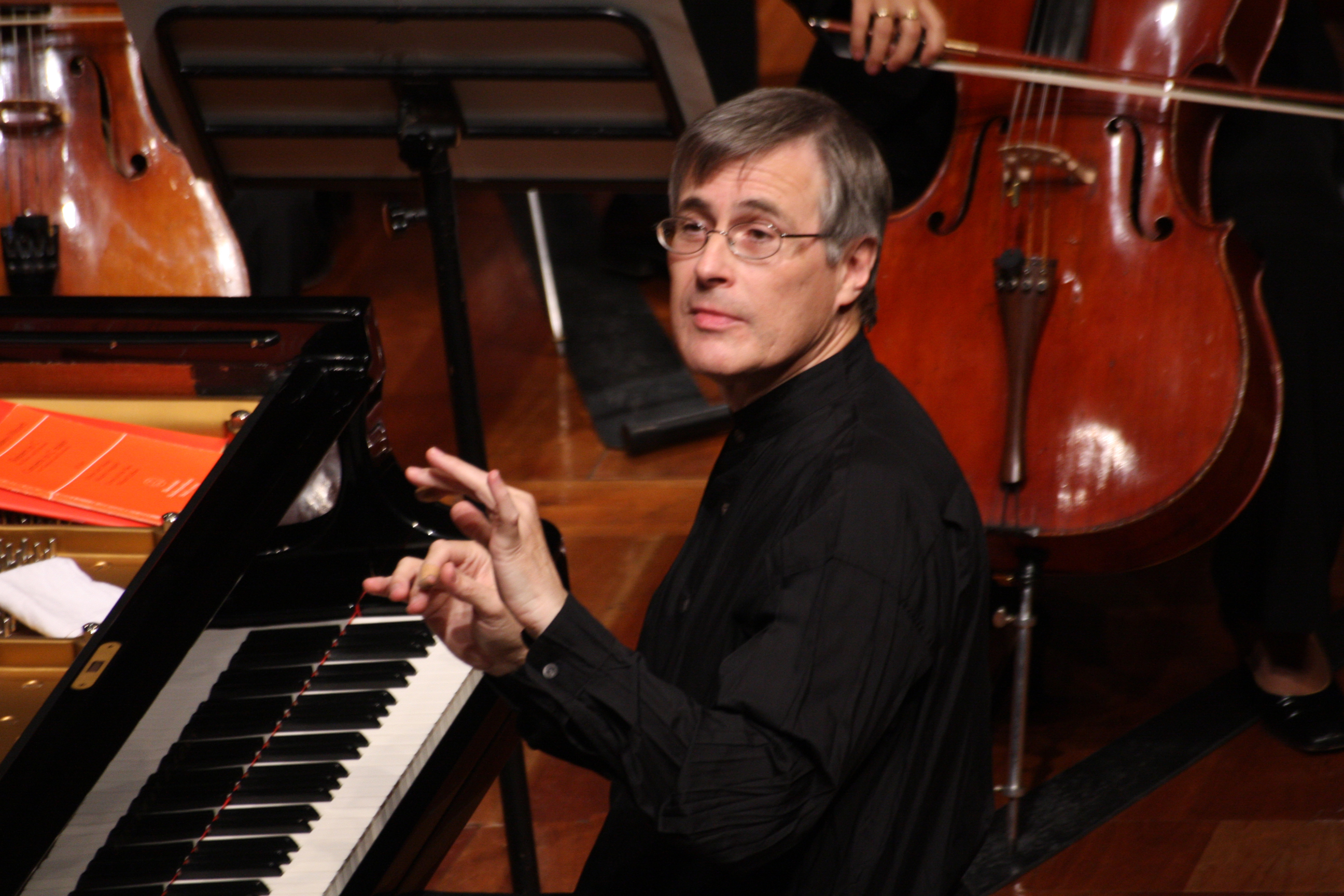
Christian Zacharias (2008)

Christian Zacharias (* 27. April 1950 in Jamshedpur, Indien) ist ein deutscher Pianist und Dirigent.

## Leben
Zacharias erhielt seinen ersten Klavierunterricht mit sieben Jahren. Er studierte 1961 bis 1969 an der Hochschule für Musik in Karlsruhe bei der Exilrussin Irene Slavin und von 1970 bis 1973 in Paris bei Vlado Perlemuter.
1969 errang Zacharias einen 2. Preis beim Concours de Genève, weitere Auszeichnungen schlossen sich an. Er wurde 1973 beim Van-Cliburn-Klavierwettbewerb in den USA ausgezeichnet und erhielt 1975 den 1. Preis beim Pariser Ravel-Wettbewerb.
1975 bedeutete dann den Beginn der internationalen Karriere. 1977 erhielt Zacharias für die Einspielung einer Schubert-Sonate den „Deutschen Schallplattenpreis“ und wurde als „Nachwuchskünstler des Jahres 1977“ ausgezeichnet. In den 1980er Jahren wurde er einem breiteren Publikum endgültig durch seine Interpretationen von Werken der Wiener Klassik bekannt, darunter Gesamtaufnahmen der Sonaten Mozarts und Schuberts und der Klavierkonzerte von Beethoven. In mehreren Folgen spielte er außerdem zahlreiche Sonaten von Domenico Scarlatti ein.
Seine Einfügung von Janitscharenmusik in ein Mozart-Konzert, um dessen Nähe zur Oper Die Entführung aus dem Serail zu betonen, seine Aufnahme von Präludien ohne Fugen aus dem Wohltemperierten Klavier von Bach und das Experiment, dieselbe Scarlatti-Sonate immer wieder in verschiedenen Stationen seiner Karriere und in verschiedenen Konzertsälen aufzunehmen und zu veröffentlichen, weisen ihn als einen Musiker aus, der jenseits reiner Effekthascherei über Sinn und Zweck der Interpretation nachdenkt.
Zacharias übernahm Engagements bei diversen renommierten in- und ausländischen Orchestern, u. a. Los Angeles Philharmonic Orchestra, Bamberger Symphoniker, Dresdner Philharmonie und Göteborger Symphoniker. Von 2000 bis 2013 war er Leiter des Orchestre de chambre de Lausanne.
Zacharias wirkte in mehreren Fernsehsendungen mit, produzierte Dokumentarfilme, u. a. über Scarlatti und Schumann, und gibt zahlreiche Meisterkurse. 2012 erhielt er den Echo Klassik in der Sparte Konzerteinspielung des Jahres (inkl. 18. Jh.)/Klavier mit seinem Album Mozart: Klavierkonzerte Volume 7, mit dem Orchestre de chambre de Lausanne und eingespielt bei MDG.
Zacharias ist Officier de l’Ordre des Arts et des Lettres.